# Vilim IX. od Akvitanije
Vilim IX. od Akvitanije (okcitanski: Guilhèm de Peitieus; francuski: Guillaume de Poitiers) (22. listopada 1071. – 10. veljače 1126.), zvani Trubadur, bio je vojvoda Akvitanije i Gaskonje te grof Poitiersa (pod imenom Guillaume VII.) od 1086. do smrti. Bio je moćan feudalac te je zasjenio i francuskoga kralja. Poznat je kao jedan od vođa Križarskog rata 1101. godine. Iako je bio jedna od važnih političkih i vojnih ličnosti svojeg vremena, najviše se pamti kao jedan od najranijih trubadura, odnosno lirskih pjesnika na govornom okcitanskom jeziku. Sačuvano je 11 njegovih pjesama. Njegovo je pjesništvo ljubavno-senzualno i pretežito lascivno. U formi se očituje maurski utjecaj. Utjecao je na razvoj europskog ljubavnog pjesništva. Ženio se nekoliko puta, pa je kao zavodnik bio pred ekskomunikacijom.

## Vanjske poveznice
- Kompletna djela
- Djela, prijevod Jamesa H. Donalsona na engleskome  Arhivirana inačica izvorne stranice od 8. srpnja 2011. (Wayback Machine)
- Smythe, Barbara. Trobador Poets: Selections from the Poems of Eight Trobadors
- Lyric allusions to the crusades and the Holy Land

| Guillaume IX od Akvitanije Kuća PoitiersRođen: 22. listopada 1071. Umro:10. veljače 1127. |                                             |                       |
| Prethodi: Vilim VIII., vojvoda Akvitanije                                                 | vojvoda Akvitanije 1088–1126                | Slijedi: Guillaume X. |
| Prethodi: Guillaume VIII.                                                                 | Grof Poitiersa kao Guillaume VII. 1088–1126 | Slijedi: Guillaume X. |